# Сельское поселение «Посёлок Дугна»
Сельское поселение «Посёлок Дугна» — муниципальное образование в составе Ферзиковского района Калужской области России.
Центр — посёлок Дугна

## История
До 24 февраля 2012 года было городским поселением.
24 февраля 2012 года Законом Калужской области статус пгт Дугна изменён на посёлок (сельский населённый пункт) и, соответственно, городское поселение стало сельским.

## Население
| 2009 | 2010  | 2011 | 2012  | 2013  | 2014  | 2015 |
| ---- | ----- | ---- | ----- | ----- | ----- | ---- |
| 729  | ↗1037 | ↘667 | ↗1039 | ↘1029 | ↘1025 | ↘975 |
| 2016 | 2017  | 2018 | 2019  | 2020  | 2021  |      |
| ↘967 | ↗1018 | ↘998 | ↘978  | ↘946  | ↗996  |      |

## Состав поселения
В поселение входят 8 населённых мест:
| № | Населённый пункт | Тип населённого пункта          | Население |
| - | ---------------- | ------------------------------- | --------- |
| 1 | Богданино        | село                            | ↗317      |
| 2 | Вишняково        | деревня                         | ↗6        |
| 3 | Глебово          | деревня                         | ↗30       |
| 4 | Дугна            | посёлок, административный центр | ↘663      |
| 5 | Дупли            | село                            | ↗31       |
| 6 | Николаевка       | деревня                         | →3        |
| 7 | Судаково         | деревня                         | →23       |
| 8 | Троицкое         | деревня                         | →0        |